# Colbitz
Colbitz é um município da Alemanha, situado no distrito de Börde, no estado de Saxônia-Anhalt. Tem 71,85 km² de área, e sua população em 2019 foi estimada em 3.251 habitantes.